# 日南市立油津中学校
日南市立油津中学校（にちなんしりつ あぶらつちゅうがっこう）は、宮崎県日南市梅ケ浜二丁目にある公立の小学校。

## 概要
歴史
1947年（昭和22年）の学制改革により、新制中学校として創立。現校名になったのは1950年（昭和25年）。2022年（令和4年）に創立75周年を迎えた。
通学区域
- 日南市立油津小学校区

校章
「中」の文字を図案化したデザインとなっている。
校歌
作詞は矢野不二男、作曲は石塚寛による。歌詞は3番まであり、各番の歌詞中に校名の「油津中学」が登場する。

## 沿革
- 1947年（昭和22年）- 学制改革が行われる（六・三制の実施）。
  - 4月1日 - 国民学校の初等科が、新制小学校「油津町立油津小学校」に改組・改称。
  - 5月8日 - 国民学校の高等科は青年学校普通科とともに、新制中学校「油津町立油津中学校」に改組・改称。
- 1950年（昭和25年）1月1日 - 町村合併により、日南市が発足。これにより、「日南市立油津中学校」（現校名）に改称。

## 交通アクセス
最寄りの鉄道駅
- JR九州 日南線 「油津駅」

最寄りのバス停
- 宮崎交通バス 「梅ヶ浜」バス停

最寄りの幹線道路
- 国道220号

## 周辺
- 稲荷神社